# Canionul Șapte Scări
Canionul Șapte Scări este un defileu săpat în calcare jurasice din partea vestică a munților Piatra Mare, în județul Brașov, România. Lungimea lor este de 160 metri cu o diferență de nivel de 58 de metri, la o altitudine de 948 metri. Defileul este format din șapte trepte cu înalțimi între 2,5 și 15 metri, care  îi dau numele și care se transformă în cascade când volumul de apă al pârâului Valea Șurii de Piatră, afluent de stânga al Șipoaiei, este ridicat. Traseul poate fi parcurs cu ajutorul unor scări, nefiind nevoie de echipament specializat.

## Formare
Șapte Scări adâncite în calcare jurasice, păstrează urmele evoluției morfologice recente a întregului masiv. Epigeneza accelerată a determinat adăncirea în conglomerate cretacice și apoi în calcare jurasice a pârâului, având ca rezultat formarea unor rupturi de panta (cele șapte cascade) ce se succed pe talveg (înălțimi de 2,5 - 15 m) și au la bază marmite de eroziune. Evoluția văii s-a produs pe traseul complex al unei rețele de falii și diaclaze, ce au deschis condiții pentru apariția unor tuburi de presiune din care se păstreaza marmitele laterale etajate pe versanți, de vârstă cuaternară.

## Acces
Accesul principal se face dinspre localitatea Timișu de Jos (Dâmbul Morii), de pe drumul național DN1 (traseu banda galbenă), în aproximativ o ora de mers.